# Lityn
Lityn (en ukrainien : Літин) ou Litine (en russe : Литин ; en polonais : Lityn) est une commune urbaine de l'oblast de Vinnytsia, en Ukraine, et le centre administratif du raïon de Lityn. Sa population s'élevait à 6 766 habitants en 2014.

## Géographie
Lityn est arrosée par la rivière Zgar (en ukrainien : Згар), un affluent du Boug méridional. Elle est située à 28 km — 33 km par la route — au nord-ouest de Vinnytsia.

## Histoire
La fondation de Lityn remonte à 1431. L'autonomie urbaine — droit de Magdebourg — lui est accordée en 1578. La ville est détruite par un incendie en 1614 et un château y est bâti en 1631. Lityn, qui était polonaise, est rattachée à l'Empire russe en 1793, à l'occasion de la deuxième partition de la Pologne. En 1797, Elle reçoit le statut de ville et devient le centre d'un ouïezd (district) du nouveau gouvernement de Podolie. En 1896, elle compte 11 132 habitants, dont 5 040 Juifs, soit 45,3 pour cent de la population. En 1923, Lityn est rétrogradée au statut de commune urbaine.
Lityn est connu pour le fait qu’y était emprisonné Oustym Karmaliouk (né dans la région de Lityn en 1787), qui était un « Robin Hood ukrainien» soit « le dernier Gaidamak ». Il est l’un des personnages historiques les plus connus qui se battaient contre l’esclavage des paysans ainsi que contre les maîtres esclavagistes. 
Pendant la Seconde Guerre mondiale, elle est occupée par l'Allemagne nazie du 17 juillet 1941 au 20 mars 1944. 
Dans le cadre de la Shoah par balles, environ 3 500-4 000 Juifs seront assassinés dans des exécutions de masse. Ces massacres auront lieu en août et décembre 1941 ainsi qu'au printemps et à l'automne 1942 par des Allemands assistés d'auxiliaires de la police ukrainienne,. 
Elle devient le centre administratif d'un raïon en 1967.

## Population
Recensements (*) ou estimations de la population :
| 1897* | 1923* | 1926* | 1959* | 1970* | 1979* |
| ----- | ----- | ----- | ----- | ----- | ----- |
| 9 420 | 7 747 | 7 896 | 4 689 | 5 240 | 6 281 |

| 1989* | 2001* | 2011  | 2012  | 2013  | 2014  |
| ----- | ----- | ----- | ----- | ----- | ----- |
| 7 142 | 7 067 | 6 751 | 6 760 | 6 719 | 6 766 |

## Transports et infrastructure
Lityn est traversée par la route européenne 50 fréquemment utilisée pour les trajets internationaux avec les pays de l'UE soit la route ukrainienne M-12 qui relie Vinnytsia à Khmelnytskyï. Elle n'est pas desservie par le chemin de fer ; la gare ferroviaire la plus proche, à Oupalivka (Уладівка), se trouve à 30 km au nord par la route.
Les éléments les plus importants de l'infrastructure comprennent deux écoles, deux crèches, deux marchés, une prison et un hôpital régional. Il y a une usine de lait où travaillent quelques centaines de Lityniens et qui est le plus grand contribuable de la raїоn. À Lityn se trouvent une usine de viande et d’autres usines agricoles. 